# Ə̧̀
Cette page contient des caractères spéciaux ou non latins. S’ils s’affichent mal (▯, ?, etc.), consultez la page d’aide Unicode.
Ə̧̀ (minuscule : ə̧̀), appelé schwa accent grave cédille, est un graphème utilisé dans l’écriture de certaines langues camerounaises dont le dii et le vute. Il s’agit de la lettre schwa diacritée d’un accent grave et d’une cédille.

## Utilisation
En langues camerounaises suivant l’Alphabet général des langues camerounaises, ‹ ə̧ › représente un schwa nasalisé et l’accent grave indique le ton bas. Il ne s’agit d’une lettre à part entière, et elle placée avec le schwa sans accent ou avec un autre accent dans l’ordre alphabétique.

## Représentations informatiques
Le schwa accent grave cédille peut être représenté avec les caractères Unicode suivants :
- décomposé et normalisé NFD (latin étendu B, alphabet phonétique international, diacritiques) :

| formes    | représentations | chaînes de caractères | points de code       | descriptions                                                               |
| --------- | --------------- | --------------------- | -------------------- | -------------------------------------------------------------------------- |
| capitale  | Ə̧̀               | Ə◌̧◌̀                   | U+018F U+0327 U+0300 | lettre majuscule latine schwa diacritique cédille diacritique accent grave |
| minuscule | ə̧̀               | ə◌̧◌̀                   | U+0259 U+0327 U+0300 | lettre minuscule latine schwa diacritique cédille diacritique accent grave |

## Sources
- (en) Lee E. Bohnhoff, A Description of Dii Phonology, Grammar, and Discourse, Ngaoundéré, Cameroun, Dii Literature Team, 2010 (lire en ligne [archive du 4 mars 2016])
- (en) Rhonda Ann Thwing, Vute orthography statement ((phonétique modifiée avec l’API en 2004)), SIL Cameroon, 1981 (lire en ligne)